# ГЕС Mǎngtángxī
ГЕС Mǎngtángxī (蟒塘溪水电站) — гідроелектростанція у центральній частині Китаю в провінції Хунань. Входить до складу каскаду на річці Ушуй, лівій твірній Юань, котра впадає до розташованого на правобережжі Янцзи великого озера Дунтін. При цьому нижче по сточищу на самій Юаньцзян створений власний каскад, верхньою станцією якого є ГЕС Hóngjiāng.
В межах проекту річку перекрили бетонною гравітаційною греблею висотою 43 метра, довжиною 307 метрів та шириною по гребеню 5 метрів. Вона утримує водосховище з площею поверхні 11 км2, нормальним рівнем на позначці 281 метр НРМ та об'ємом 140 млн м3  (під час повені об'єм може зростати до 153 млн м3).
Пригреблевий машинний зал обладнали трьома турбінами типу Каплан потужністю по 20 МВт, які отримують живлення через водоводи діаметром по 5 метрів. Гідроагрегати використовують напір у 29 метрів та забезпечують виробництво 268 млн кВт-год електроенергії на рік.